# Ramaria arcosuensis
Ramaria arcosuensis är en svampart som beskrevs av Schild, Brotzu & A. Gennari 1998. Ramaria arcosuensis ingår i släktet Ramaria och familjen Gomphaceae.   Inga underarter finns listade i Catalogue of Life.